# Porisaccus sasae
Porisaccus sasae är en insektsart som först beskrevs av Siraiwa 1939.  Porisaccus sasae ingår i släktet Porisaccus och familjen ullsköldlöss. Inga underarter finns listade i Catalogue of Life.